# Юшкова, Анна Фёдоровна
Анна Фёдоровна  Юшкова (урождённая Маменс) — любимая камер-фрау российской императрицы Анны Иоанновны.

## Биография
Об её детстве и отрочестве информации практически не сохранилось, да и прочие биографические сведения о ней весьма скудны и отрывочны; известно лишь, что в детстве она служила при дворце на побегушках в девичьей и тем не менее сумела снискать доверие и любовь императрицы, которая взяла её к себе в камер-фрау и выдала замуж за лейтенанта-полковника Афанасия Никифоровича Юшкова. В этом браке у четы Юшковых родились сыновья Пётр, Павел и Иван. Овдовела в 1750 году.
Юшкова пользовалась также благорасположением фаворита императрицы Эрнста Иоганна Бирона, без чего она не могла бы сохранить свое положение. Она обладала веселым нравом и с удовольствием предавалась тем празднествам и забавам, которые устраивались во дворце для развлечения императрицы. Нередко люди с видным положением, желая иметь успех в ходатайствах пред императрицей, старались заручиться расположением Юшковой.
Умерла в царствование императрицы Елизаветы Петровны.